# Hans Lacher

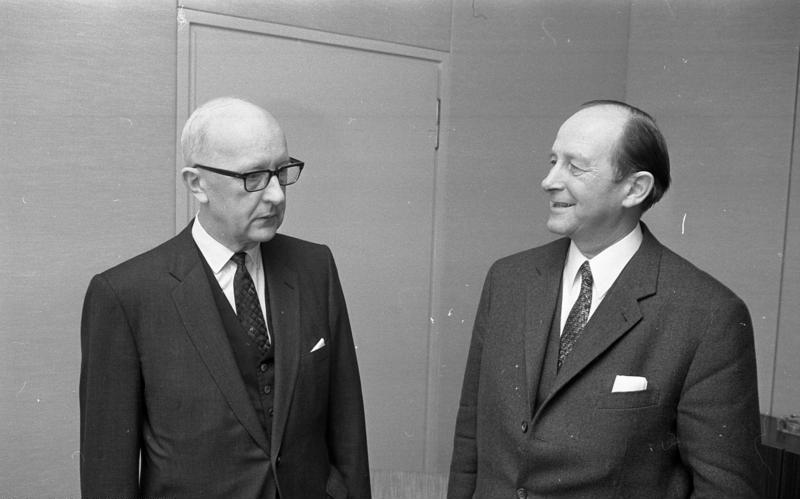
Hans Lacher (links) als Schweizer Botschafter in Deutschland und Hans Filbinger (rechts) am 23. Januar 1970.

Hans Lacher (* 8. August 1912 in Basel; † 11. November 2003 ebenda, Schweiz; heimatberechtigt in Basel und Einsiedeln) war ein Schweizer Diplomat und Jurist.

## Leben

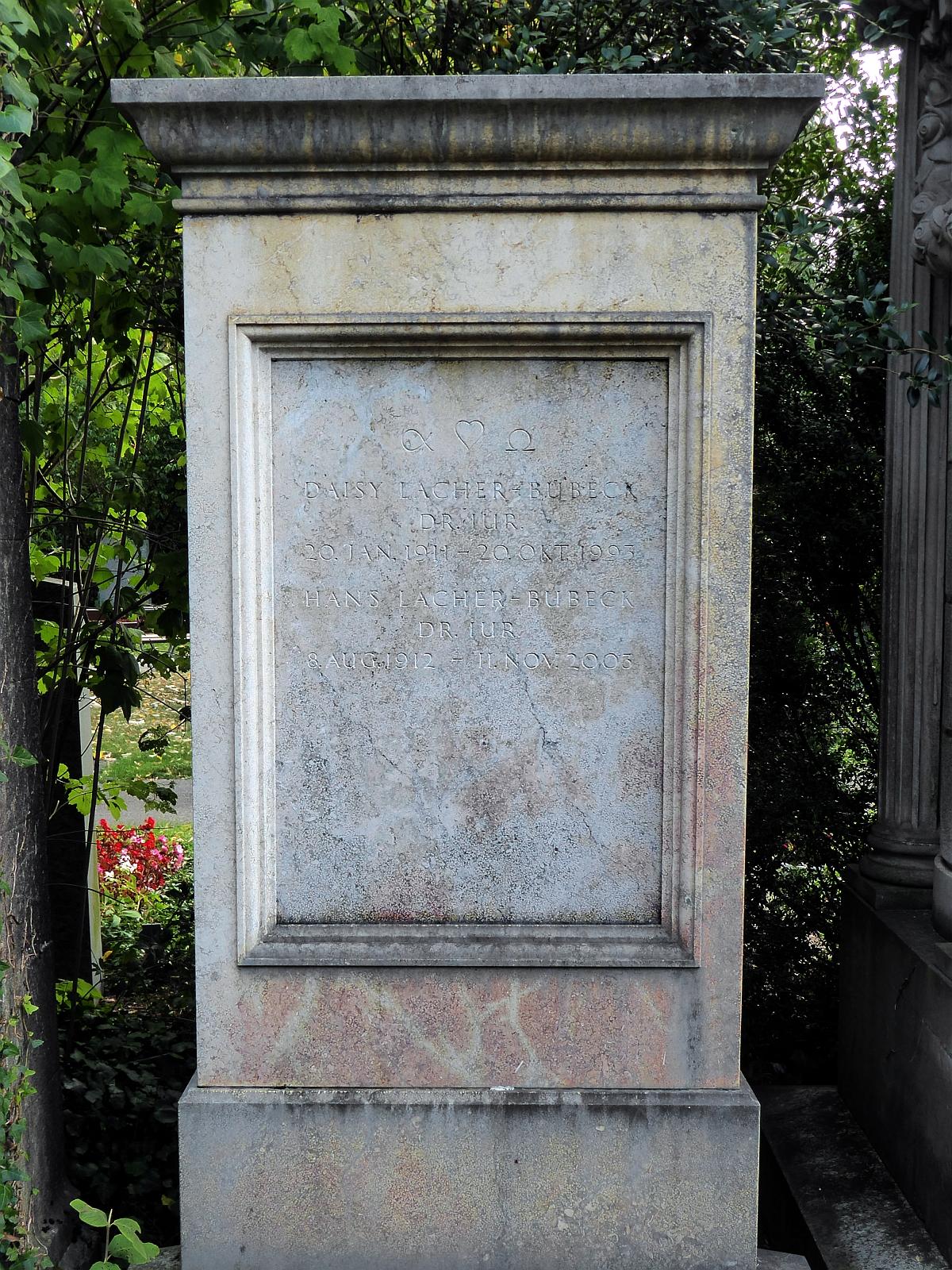
Grab auf dem Friedhof Wolfgottesacker, Basel

Hans Lacher wurde als Sohn des Agatho und der Bertha Luise (geb. Zehme) in Basel geboren und absolvierte das Gymnasium in seiner Heimatstadt. Anschliessend studierte er Rechtswissenschaft an den Universitäten Basel und Paris und erlangte das basel-städtische Anwaltspatent. 1936 wurde er an der Universität Basel zum Dr. iur. promoviert.
Nach Tätigkeit als selbständiger Rechtsanwalt trat er 1941 ins Eidgenössische Politische Departement ein. Zusammen mit Walter Stucki nahm er 1946 an den schwierigen Verhandlungen über das Abkommen von Washington teil. Von 1948 bis 1954 war er erster Legationssekretär der Schweizer Botschaft in Washington. Von 1954 bis 1960 war Lacher als Legationsrat Leiter der Schweizer Delegation in Berlin. In den Jahren 1961–1963 arbeitete er als Schweizer Botschafter auf den Philippinen. Von 1963 bis 1968 war er Generalkonsul in New York. Ab dem 5. Dezember 1968 wirkte er als Nachfolger von Max Troendle als Botschafter im geteilten Berlin. Dort wurde er von den Spannungen und Schwierigkeiten des Kalten Kriegs erfasst und versuchte zwischen Ost und West zu vermitteln. Auf Ende 1974 schied er aus dem diplomatischen Dienst aus.
Hans Lacher war mit Daisy Bubeck verheiratet.